# Bácsordas
Bácsordas (szerbül Каравуково / Karavukovo, németül Wolfingen) település Szerbiában, a Vajdaságban, a Nyugat-bácskai körzetben, Hódság községben.

## Fekvése
Hódság nyugati szomszédjában fekszik.

## Története
Bácsordas, előző nevén Karavukova vagy Karabukova szerb falu volt, mely a Duna melletti nádasok között és erdők mellett, valahol a mostani karavukovai réteken feküdt. Lakossága halászattal foglalkozott, a falu ez idő tájt, mint zsivány- és orgazda-fészek híresedett el, lakosságát az 1700-as évek eleje, közepe körül a kincstár, mint a település földesura rossz híre miatt a közbiztonság kedvéért Paragára akarta áttelepíteni.
1652-ben Wesselényi Ferenc urbáriumában Krauk szerb faluként volt említve, három házzal, amely az urbárium szerint földesurának két pár karmazsin-csizmát tartozott beszolgáltatni.
1655-ben Wesselényi Ádámot vezetik be többek között Karauk birtokába. 1693-ban Karavukova néven említették.
1699-ben a Bács vármegyei összeírásban 41 gazdával szerepelt; 1715-ben csak 14, 1725-ben pedig 30 adófizetője volt.
Az 1740-es években a település pecsétjén földművelési eszközök voltak láthatók, ezek fölött csak e két betű: S. K. (azaz: Selo Karavukova) volt feltüntetve.
1755-ben Karavukova közvetlen szomszédságában, a bogojevai alsó szőlők helyén, a Pusztafalu nevű helyen, római katolikus magyarok telepedtek le, akik egyházilag Doroszlóhoz tartoztak; új falujuk Új- (vagy Magyar-) Karavukova nevet kapott, míg a régi szerb falu Ókaravukova lett. Az új falu szépen gyarapodott, 1757-ben már 200 forint adót fizetett, míg Ókaravukova 450 forinttal volt megadóztatva.
1763-ban Cothmann Antal kamarai biztos az Újkaravukovai magyarokat is - mert túlnyomóan csak halászattal foglalkoztak és a földművelést elhanyagolták - beljebb akarta telepíteni, Doroszlóra, Veprovácra, és mindkét Karavukovát német családokkal akarta betelepíteni.
1764-ben würtembergi németeket telepítettek be a magyarok közé, ugyanakkor sövényfalú kis templom is épült Újkaravukován, amelyet aztán 1766-ban téglaépülettel helyettesítettek. A falu önálló lelkészséget is kapott.
Az 1768. évi kamarai mappán a Mosztonga ér mellett szerepel Ókaravukova falu 81 szerb családdal; innen 206 ölnyire észak felé van Újkaravukova, 118 magyar családdal. Még följebb, mindjárt a szőlők kezdődtek, míg tovább, éjszak felé, Bogojeva-puszta feküdt és Rácmilitics meg Hódság felé volt a Kovácsovics-dűlő.
1770-ben a Duna áradása elpusztította Karavukovát és a falu feloszlott; a németek megmaradtak ugyan a határban, de a folyamtól távolabb, a Mosztonga bara keleti partján, a mostani Karavukova falu helyén, Hódság közelében telepedtek le újra és falujukat ismét Újkaravukovának nevezték. Velük ment néhány magyar család is, amelyek elnémetesedésük után is megtartották eredeti magyar nevüket.
A magyarok nagy része azonban régi helyén maradt, amelyet később Magyarkaravukovának neveztek el.
Magyarkaravukovát pusztaként úrbérileg Bogojevához csatolták; a németektől lakott új, vagy egyszerűen Karavukovának nevezett faluhoz pedig részben egy Kovácsevics nevű puszta tartozott.
Az 1772-ben végzett adóösszeírás szerint a mostani Karavukován 189 német család lakott, 32 iparossal, Bogojeván pedig 101 magyar család.
A régibb Újkaravukova egészen elpusztult, és a bogojevai magyarok helyét a bogojevai alsó szőlők között Pusztafalunak nevezték.
A helység pecsétje 1778-ból való. Az 1795-1798. évi úrbéri szerződés szerint a község határában 37 5/8 szesszió volt 227 házzal.
1785-ben felépült Szent Márton tiszteletére szentelt temploma.
A község határa a védőtöltéssel ellátott Dunáig terjedt, és hozzá tartozott a Kamaristye nevű vadászlak és a mellette levő Kolity nevű sziget is. Ez a Kamaristye a régi Kamarás nevét tartotta fenn, melyet már 1390-ben is említettek, mint a Keresztúriak birtokát a Boldogasszonytelekkel (később Bogojeva) együtt.
A határ kiterjedése 10 590 kat. hold. Ebből 2977 hold, leginkább erdő, a királyi kincstáré, 847 hold a réttársaságé és 801 hold a községé.
Az 1900. évi népszámláláskor Bácsordason 3663 lakos élt 573 házban, anyanyelv szerint 130 magyar, 3522 német, vallás szerint 3643 római katolikus, 16 izraelita.
Bácsordas 1945-ig német többségű település volt. Miután a német lakosságot deportálták, szerbek költöztek helyükbe.

## Itt születtek, itt éltek
- Borovszky Samu (Bácsordas, 1860. október 25. – Budapest, 1912. április 24.) történész, helytörténész, 1899-től a Magyar Tudományos Akadémia levelező tagja, irattárnoka és irodaigazgatója - itt született Bácsordason.

## Nevezetességek
- Római katolikus temploma - 1785-ben Szent Márton tiszteletére szentelték. A németek kitelepítése után a templom hívek nélkül maradt, s a mai napig is áll, igen elhagyatott állapotban.

## Népesség

### Demográfiai változások
| 1948 | 1953 | 1961 | 1971 | 1981 | 1991 | 2002 | 2011 |
| ---- | ---- | ---- | ---- | ---- | ---- | ---- | ---- |
| 5008 | 6024 | 6472 | 5925 | 5682 | 5607 | 4991 | 4215 |